# Botanisk Tidsskrift
Botanisk Tidsskrift (abreviado Bot. Tidsskr.) es una revista ilustrada con descripciones botánicas editada en Copenhague por la Danish Botanical Society desde el año 1866 hasta 1981, cuando se fusionó con Botaniska Notiser, Friesia y  Norwegian Journal of Botany para formar Nordic Journal of Botany.
Monografías fueron publicadas en series paralelas en Dansk Botanisk Arkiv.

## Publicaciones
- Vols. 1-4, 1866-1870/1871 (para vols. "5-10" ver ser. 2 & 3);
- ser. 2, vols. 1-4, 1872-1874/1876;
- ser. 3, vols. 1-3, 1876/1877-1879-1880 (vol. 3, 1879/1880 también numerado vol. 11);
- vol. 12-75, 1880/1881-1981.